# Муфулира
Муфули́ра (англ. Mufulira) — город в замбийской провинции Коппербелт.

## История
Возник в 1930-е гг. на месте медных рудников.

## География
Расположен на севере страны, в 40 км к северу от города Китве-Нкана и в 16 км от границы с Демократической Республикой Конго. Абсолютная высота — 1277 метров над уровнем моря.

## Экономика и транспорт
Соединён автомобильными дорогами с Китве (40 км) и Чинголой (55 км) на юго-западе, и городом Ндола (60 км) — столицей провинции Коппербелт — на юго-востоке. Ветка замбийских железных дорог служит только для перевозки грузов и используется шахтами. Шахта Муфулира в настоящее время управляется компанией Mopani Copper Mines, которая обеспечивает постоянной работой около 10 0000 жителей города.

## Население
По данным на 2013 год численность населения составляет 144 374 человека.
Динамика численности населения города по годам:
| 1990    | 2000    | 2013    |
| ------- | ------- | ------- |
| 123 936 | 122 336 | 144 374 |

## Спорт
В городе размещается футбольный клуб Муфулира Уондерерс.

## Известные уроженцы
В Муфулире родились президент Замбии (2002—2008) Леви Мванаваса и валлийский футболист Роберт Эрншоу.